# قرة درويش (دودانغة)
قرة درویش (بالفارسية: قره‌درویش) هي منطقة سكنية تقع في إيران في قسم دودانغة الریفي. يقدر عدد سكانها بـ 230 نسمة.